# KAT-TUN
KAT-TUN是日本傑尼斯事務所推出的藝人組合；於2001年3月16日組成，2006年3月22日正式發行CD出道。2025年3月31日團體解散。
團名原是由6名成員的姓氏羅馬拼音首字母所組成，因為在日文發音中與卡通及“勝利的運氣”（日语：／ katsuun）相近，而有著像卡通般精采以及勝利的含義；至於中間的「-」（hyphen），則代表的是粉絲（fans）。
出道發行的單曲、専輯與DVD，在發行首週即達成三項公信榜冠軍，成為日本史上甫出道即達成三項冠軍的團體或歌手；另外也是USEN（有線）綜合排行冠軍、原唱鈴聲下載排行冠軍，而達成前所未有的五冠王佳績。

## 概要
- 2001年3月16日團體組成，2006年3月22日正式發行CD出道。自組成至出道一共經過5年時間。
- 2010年8月31日赤西仁因個人理念而退團。
- 2013年9月30日田中聖因違反事務所合約而退團。
- 2015年11月24日，田口淳之介於直播音樂節目中宣布2016年春天退團，並退出傑尼斯事務所。
- 2016年3月31日田口淳之介退團並退出傑尼斯事務所。
- 2016年5月1日進入團體充電期，暫停團體活動，只進行成員的個人活動。
- 2018年1月1日於傑尼斯跨年演唱會宣布開始回歸。
- 2025年2月12日宣布將於同年3月31日起解散。龜梨和也將離開經紀公司、上田龍也與中丸雄一將以個人合約繼續留在公司。

## 成員

### 現任成員
| 姓名                         | 羅馬拼音         | 代表字母 | 生日          | 出身地         | 代表色 | 備註                                  |
| ---------------------------- | ---------------- | -------- | ------------- | -------------- | ------ | ------------------------------------- |
| 龜梨和也 (かめなし かずや)   | Kamenashi Kazuya | KA       | 1986年2月23日 | 東京都江戶川區 | 粉紅   | 赤西仁退團前，代表字母為K             |
| 上田龍也 (うえだ たつや)     | Ueda TaTsuya     | TTU      | 1983年10月4日 | 神奈川縣       | 藍色   | 田中聖、田口淳之介退團前，代表字母為U |
| 中丸雄一 (なかまる ゆういち) | Nakamaru Yuichi  | N        | 1983年9月4日  | 東京都北區     | 紫色   | Beat Box 擔當                         |

### 前成員
（2010年8月31日-2016年3月31日）
| 姓名                             | 羅馬拼音          | 代表字母 | 生日           | 出身地     | 代表色 | 備註                                                                           |
| -------------------------------- | ----------------- | -------- | -------------- | ---------- | ------ | ------------------------------------------------------------------------------ |
| 赤西仁 (あかにし じん)           | Akanishi Jin      | A        | 1984年7月4日   | 東京都     | 紅色   | 2010年8月31日退團，以个人艺人身份活动。 2014年约满不续約，退出杰尼斯事务所。   |
| 田口淳之介 (たぐち じゅんのすけ) | Taguchi Junnosuke | T        | 1985年11月29日 | 神奈川縣   | 橘色   | 2016年3月31日退團及退出事务所。                                                |
| 田中聖 (たなか こうき)           | Tanaka Koki       | T        | 1985年11月5日  | 千葉縣柏市 | 黃色   | Rap擔當 2013年9月30日退團并被杰尼斯事务所解約。 弟弟是田中树，所属SixTONES组合 |

## 入社時間及原由
- 龜梨和也：1998年11月8日入社。親戚為其投遞的簡歷，在不知情的情況下被父親帶到甄選現場，硬著頭皮上場後還是甄選合格了。與中丸雄一、赤西仁、増田貴久、藤谷大輔、塚田僚一、越岡裕貴同期。
- 上田龍也：1998年6月22日入社。對什麼行業都興趣缺缺因而被母親嘗試了投遞簡歷，最後得到社長的賞識而合格。
- 中丸雄一：1998年11月8日入社。同年級要好的女孩子幫忙準備了簡歷，在甄試過程中想要收集和朋友的話題及好奇下大膽向社長提問是不是帥才可進入事務所，最後得到了入社的機會。

## 簡歷

### 2001年
- 3月16日，KAT-TUN結成。
- 3月27日，在《POP JAM》音樂節目中，公開發表成為主持人堂本光一（KinKi Kids）的專屬伴舞團體。（該集後於4月7日播出，也是該組合首次在電視上亮相。）
- 3月30日，於《MUSIC STATION》中以組合名義初登場。
- 4月7日，傑尼斯Jr.主持的《裸之少年》開播，KAT-TUN成員為節目固定班底；官網上登記此日為正式結成日。
- 4月8日，於傑尼斯常規節目《少年俱樂部》初登場。

### 2002年
- 5月17~19日，隨瀧與翼參與 「Tackey & Tsubasa in Taipei 從台灣開始！…From us with LOVE」台灣演唱會。
- 8月10日~11日，在東京國際論壇展開「歌迷至聖 夏 Concert～回應55萬人愛的支持!!」首次演唱會。
  - 原本預計4場共動員2萬人的演唱會，因為申請人數太多（55萬人）而緊急追加2場，2天共舉行6場公演。
- 8月26日~28日，在大阪·松竹座舉行追加公演。
  - 28日史無前例舉行了1天11次的公演，平均每場演出約45分鐘，打破同事務所前輩TOKIO和V6一天內10次公演的日本記錄。
- 9月3日，第一支單獨CM「Lotte CRUNKY」播放。

### 2003年
- 2月26日發行「歌迷至聖 夏 Concert～回應55萬人愛的支持!!」演唱會DVD與VHS；締造尚未正式CD出道的團體首度獲得ORICON排行榜DVD、VHS、綜合榜三項冠軍的紀錄。
- 3月21~22日，與瀧澤秀明、Ya-Ya-yah到泰國舉行「PATAYA MUSIC FESTIVAL 2003」演唱會。

### 2004年
- 12月28日~2005年1月5日，東名阪召開巡迴演唱會「KAT-TUN Live 海賊帆」。1月5日的2場演唱會，也是橫濱公演的最終回，是KAT-TUN的第100場公演。

### 2005年
- 1月15日，由龜梨和也與赤西仁主演電視劇極道鮮師2（日本電視台）開始播送。初回收視率為26.5%，為當週同時段播出戲劇之冠，也是該台的史上戲劇初回收視率第五名及戲劇平均收視率第一。
- 5月3日，「KAT-TUN Live 海賊帆」DVD發售。初次銷售額12.9萬張，為ORICON音樂DVD初次銷售張數排行榜上歷代第3位，第2次DVD綜合排行榜第1位。
- 11月2日，龜梨和也與山下智久共組期間限定團體「修二與彰」，演唱電視劇「野豬大改造」主題曲「青春Amigo」，首度推出CD。該單曲發售4週後就達到百萬銷量，成為2005年ORICON單曲榜冠軍。銷量超過百萬是自2004年森山直太朗的「櫻花」以來，相隔1年又7個月後首次。

### 2006年
- 1月29日，宣布將於3月22日以單曲「Real Face」正式CD出道。
- 3月17日，在東京巨蛋舉行「Live of KAT-TUN 'Real Face'」演唱會，並與MUSIC STATION節目現場連線直播Real Face出道曲。是史上首次出道前就在東京巨蛋舉行演唱會的團體[2]。
- 3月22日，出道記者會，以單曲「Real Face」正式出道。同日發售專輯「Best of KAT-TUN」和DVD「Real Face Film」，並同時成立J-One Records。
  - 創下「Real Face」75.4萬張，「Best of KAT-TUN」55.7萬張，「Real Face Film」37.4萬張的首週銷量紀錄，達成三冠[3]，成為史上首個出道即達成三冠的新人，同時也是自2000年10月9日濱崎步的單曲《SURREAL（超現實）》、專輯《Duty（以聲作責）》及演唱會DVD《ayumi hamasaki concert tour 2000 A 第2幕》以來，隔5年半歷史上的第2組。另外也是USEN（有線）綜合排行冠軍、原唱鈴聲下載排行冠軍，因此擁有五冠王的佳績。
  - 單曲連續三週獲得冠軍。是自KinKi Kids「Anniversary」以來，相隔了1年3個月再次出現的連續三周冠軍。至於出道單曲3週冠軍的成就，是自KinKi Kids「玻璃少年」以來隔了8年8個月，而作為2000年以後出道的團體則是第一個。
- 3月28日~5月14日，出道後的首次全國巡迴演唱會「Spring Tour'06 Live of KAT-TUN “Real Face”」，總計共43場公演。
- 4月3日，「You & J」即KAT-TUN、NEWS、關∞的聯合歌迷俱樂部正式開始。
- 5月23日，首張單曲「Real Face」發售9週後達到百萬銷量。同時，在年度內（前一年12月第一週到該年11月最後一周）的成就，是自2003年3月24日 SMAP「世界上唯一的花」以來的百萬單曲，相隔了3年又2月。另外以出道曲而言，是自2001年6月25日（發售15週後）的CHEMISTRY「PIECES OF A DREAM」以來，相隔了約5年的壯舉。
- 10月12日，媒體報導赤西仁將休止今年內的活動，當晚事務所網站公告其將暫停活動到洛杉磯留學。13日赤西本人於事務所內召開記者招待會，宣布並非引退或退團，但未說明復歸日期，及未承諾必定復歸，留給媒體更多的討論空間。
- 10月16日，赤西仁出國到LA留學。
- 12月7日，發售第三張單曲《僕らの街で（在我們的城市裡）》。出道以來連續三張單曲皆突破40萬大關。此外更獨佔日本2006年首週銷量排行榜的前三名：《Real Face》75.4萬、《SIGNAL》45.1萬和《在我們的街道》的41萬。再加上《Best of KAT-TUN》專輯和《Real Face Film》DVD等五部作品在出道當年都獲得第一，超越了2001年CHEMISTRY、1986年少年隊以及1981年的近藤真彥的四部作品，成為五冠王。

### 2007年
- 4月4日，冠名節目「cartoon KAT-TUN」正式播出。
- 4月18日，第二張專輯《cartoon KAT-TUN II You》發售。達成組團以來包含單曲、專輯，DVD連續十部作品第一名的紀錄。
- 4月19日，活動休止的赤西仁歸國。20日，6名成員於六本木召開記者會，宣布赤西仁將於5人正進行的巡迴演唱會中，在仙台站以客串身份露面，並於5月3日大阪場開始參與演出；完整的6人公演是6月開始的4場巨蛋公演。

### 2008年
- 2月6日，第六張單曲《LIPS》發售。KAT-TUN連續六張單曲首週銷量皆突破30萬張。
- 5月14日，第七張單曲《DON'T U EVER STOP》發售，不但打破上張單曲「LIPS」的紀錄，更登上2008年最高首週銷量（381,672張）的寶座。
- 6月21日~8月5日，開始「KAT-TUN Concert Tour 2008」（6月13日更名為「KAT-TUN LIVE TOUR 2008 QUEEN OF PIRATES」）全國巡迴演唱會，總計31場，觀眾人次高達50萬。成為首個連續4天在東京巨蛋舉行公演的日本歌手。
- 8月10日，成員中首位舉行個人公演的中丸雄一，在東京首演「中丸的快樂時光」舞台劇，並親自構思製作所有的周邊商品。東京公演日期為8月10日~8月24日；大阪公演則為8月27日~9月2日。
- 9月8日，成員中首位舉行個人演唱會的上田龍也，以「Mouse Peace Tatsuya Ueda Live 2008」為名稱，在東京台場開唱。從9月8日~9月21日，共14場公演。

### 2009年
- 5月15日~5月22日東京巨蛋創紀錄連續8天公演[4]。製作費高達32億日圓，動用Jr.約250人，總計現場工作人員6000人、警衛人員12000人。並突破消防法規的限制、首度於東京巨蛋內實行吊鋼索飛行。13天連續公演記錄將列入金氏世界紀錄之中。另外夏季在6城市追加17場公演，動員人数達到81萬5千。
- 11月23日，職棒讀賣巨人隊感謝祭於東京巨蛋舉行。因與中居正廣主持的「黑色綜藝」節目交好，特別以黑玫瑰隊名舉行一場三局對抗賽。其中龜梨擔任第一打擊及投手特別出演。最終黑玫瑰以3:2擊敗巨人隊。隔天報紙大肆報導龜梨與剛加入巨人隊首度亮相的長野久義選手間的對決。
- 11月25日，赤西以「LANDS」的名義（個人姿態）發表《BANDAGE》單曲[5]。
- 12月13日，隔了5年才舉辦的「傑尼斯選拔大運動會」在東京巨蛋展開，由瀧澤率領的紅組對抗龜梨率領的白組。競賽分為棒球、足球及接力賽跑三項。白組獲得優勝。龜梨為棒球MVP、中丸為足球MVP，各得獎金100萬日幣。

### 2010年
- 1月19日，赤西仁為電影《BANDAGE》主演以及樂隊LANDS的一員在東京澀谷AX舉行了一夜限定的演唱會，2場演出一共吸引了2800名觀眾。
- 3月25日，公布除了赤西仁以外的五名團員自5月開始展開日本國內巡迴（10地共21場）；7月中旬展開首度世界巡迴，行程：東京巨蛋（7/16，7/17，7/24，7/25）、泰國（7/31）、韓國首爾（8/6，8/7）、大阪巨蛋（8/21，8/22）、台灣台北（8/27，8/28）。26日台灣媒體各報多以「KAT-TUN登台 赤西仁缺席」為標題。[6]
- 5月16日，新聞公布，原訂7月31日在泰國舉行的演唱會，因政情局勢不穩定而取消。
- 6月13日，在公布售票時間不到一天之內，台灣演唱會發售兩個小時內售票超過九成，並一度癱瘓系統[7]，締造國外藝人來台舉辦演唱會售票的銷售新紀錄。
- 6月24日，2萬張的韓國演唱會門票，在發售20分鐘內銷售完畢。
- 7月1日，為宣傳《NO MORE PAIN》專輯在韓發行，團員應Mnet媒體邀請，至韓國參加音樂節目表演，並首度於海外舉行記者招待會。於隔日返國。
- 7月3日~4日，舉行「KAT-TUN SUMMER PREMIUM 2010」首次粉絲見面握手會，7/3於大阪（龜梨）、7/4於札幌（田口）、仙台（上田）、熊本（中丸）、東京（田中）。
- 7月16日，Johnny喜多川社長在世界巡迴開演首日，宣佈赤西將脫離團體。其他五人在開演前記者會則強調「KAT-TUN不會解散」。
- 7月20日，赤西本人在傑尼斯官方KAT-TUN的手機網誌中，承認退團的事實，並表達其單飛並非與團員有所不合。
- 8月7日~8日，首次海外巡迴的韓國場。
- 8月27日~28日，海外巡迴的最終站台灣場。總計今年巡迴動員人數高達97萬2千5百人。
- 8月31日，傑尼斯官方網站正式將赤西仁從「KAT-TUN」頁面移除。
- 10月5日，龜梨與女歌手倖田來未連繼5年連霸牛仔褲名人獎「Best Jeanist」而進入牛仔褲名人堂[8]，也是史上首次男女同時入殿堂。
- 11月28日，推出的新單曲《CHANGE UR WORLD》中的通常版第三首〈NEVER x OVER ～｢-｣ IS YOUR PART～〉爆發前奏與副歌盜用AVTechNO於2010年2月1日上傳至NICONICO動畫的〈DYE〉旋律之疑雲。

### 2011年
- 1月19日，〈NEVER x OVER ～｢-｣ IS YOUR PART～〉作曲者承認抄襲，AVTechNO認為這不是KAT-TUN本身的錯[9]。
- 5月30日，原先預計於七月中旬舉行的工業區演唱會及5月至10月舉行的「5大巨蛋巡迴」宣佈中止，原因為3月的東日本大震災及與職業棒球的開幕時間衝突。
- 6月14日，龜梨和也、田中聖及中丸雄一出席帝國劇場100周年舞台劇《DREAM BOYS》製作發表會，並宣布此劇在9月3至25日公演期間，組合將改名為「勝運」，意思是希望為觀眾帶來勝利的運氣[10]。

### 2012年
- 8月24日，KAT-TUN全體主持的TBS節目「KAT-TUN的世界上最糟糕的夜晚」冠名節目開播。

### 2013年
- 5月15日，第21張單曲「FACE to Face」發行，此單曲達成出道以來21張單曲首週登上公信榜冠軍的連冠紀錄[11]。
- 10月9日，宣布田中聖因嚴重違規被傑尼斯事務所解約而脫離團體。

### 2014年
- 4月，KAT-TUN開始主持「少年俱樂部premium」。

### 2015年
- 11月24日，田口淳之介在日本電視台的直播節目中宣布將於2016年春天退團。[12]。

### 2016年
- 2月13日，透過官網宣布5月後將進入充電期，團體活動暫停、團員各自發展但不解散。
- 3月2日，發行第26張單曲「UNLOCK」，此單曲達成出道以來連續26張單曲首週登上公信榜冠軍的26連冠紀錄。[13]。
- 3月31日，田口淳之介正式退團。
- 4月3日~5月1日，舉行「KAT-TUN 10TH ANNIVERSARY LIVE TOUR 10Ks!」出道10週年紀念公演。
- 5月1日，最後一場10周年紀念公演後，KAT-TUN正式進入充電期。

### 2018年
- 1月1日，在傑尼斯跨年演唱會2017-2018宣布復出。
- 8月4日，KAT-TUN LIVE TOUR 2018 CAST 充電後回歸巡迴演唱會。

### 2019年
- 8月9日 - 9月29日，舉行「KAT-TUN LIVE TOUR 2019 IGNITE」演唱會。

### 2021年
- 3月10日，15週年紀念單曲「Roar」發行
- 3月22日，舉行「15TH ANNIVERSARY LIVE KAT-TUN」 演唱會。
- 4月20日，富士電視台初冠番組，每個月一集 KAT-TUN出道15周年節目「何するカトゥーン?」。
- 9月8日，新單曲「We Just Go Hard feat. AK-69/EUPHORIA」發行。
- 12月31日，首次登上NHK紅白歌唱大賽，以白組身份出席「第72回NHK紅白歌合戰」。

### 2022年
- 3月29日，發行新專輯「Honey」發行，主打歌〈Ain't Seen Nothing Yet〉的MV已於官方YouTube公開。
- 4月1日 - 6月4日 ，舉行「KAT-TUN LIVE TOUR 2022 Honey」演唱會。

### 2023年
- 2月15日，發行新專輯「Fantasia」發行，主打歌〈Fantasia〉的MV已於官方YouTube公開。
- 2月23日 - 5月14日 ，舉行「KAT-TUN LIVE TOUR 2023 Fantasia」演唱會。

### 2025年
- 2月12日，所屬公司星達拓娛樂於官網上宣布團體KAT-TUN將於同年3月31日正式解散。[14]
- 3月31日，正式解散。

## 作品集
※有關成員個人名義之演出，請參見個別項目。

### 單曲
|     | 名稱                                 | 日期           |
| --- | ------------------------------------ | -------------- |
| 1.  | Real Face                            | 2006年3月22日  |
| 2.  | SIGNAL                               | 2006年7月19日  |
| 3.  | 在我們的城市裡                       | 2006年12月7日  |
| 4.  | 歡喜之歌                             | 2007年6月6日   |
| 5.  | Keep the faith                       | 2007年11月21日 |
| 6.  | LIPS                                 | 2008年2月6日   |
| 7.  | DON'T U EVER STOP                    | 2008年5月14日  |
| 8.  | White X'mas                          | 2008年12月3日  |
| 9.  | ONE DROP                             | 2009年2月11日  |
| 10. | RESCUE                               | 2009年3月11日  |
| 11. | Love yourself～喜歡你所討厭的你～    | 2010年2月10日  |
| 12. | Going!                               | 2010年5月12日  |
| 13. | CHANGE UR WORLD                      | 2010年11月17日 |
| 14. | ULTIMATE WHEELS                      | 2011年2月2日   |
| 15. | WHITE                                | 2011年5月18日  |
| 16. | RUN FOR YOU                          | 2011年8月3日   |
| 17. | BIRTH                                | 2011年11月30日 |
| 18. | TO THE LIMIT                         | 2012年6月27日  |
| 19. | 永不滅的團結                         | 2012年9月12日  |
| 20. | EXPOSE                               | 2013年2月6日   |
| 21. | FACE to Face                         | 2013年5月15日  |
| 22. | In Fact                              | 2014年6月4日   |
| 23. | Dead or Alive                        | 2015年1月21日  |
| 24. | KISS KISS KISS                       | 2015年3月11日  |
| 25. | TRAGEDY                              | 2016年2月10日  |
| 26. | UNLOCK                               | 2016年3月2日   |
| 27. | Ask Yourself                         | 2018年4月18日  |
| 28. | Roar                                 | 2021年3月10日  |
| 29. | We Just Go Hard feat. AK-69/EUPHORIA | 2021年9月8日   |
| 30. | CRYSTAL MOMENT                       | 2022年2月4日   |

### 專輯
|     | 名稱                                 | 日期           |
| --- | ------------------------------------ | -------------- |
| 1.  | Best of KAT-TUN                      | 2006年3月22日  |
| 2.  | cartoon KAT-TUN II You               | 2007年4月18日  |
| 3.  | KAT-TUN III -QUEEN OF PIRATES-       | 2008年6月4日   |
| 4.  | Break the Records -by you & for you- | 2009年4月29日  |
| 5.  | NO MORE PAIИ                         | 2010年6月16日  |
| 6.  | CHAIN                                | 2012年2月22日  |
| 7.  | 楔-kusabi-                           | 2013年11月27日 |
| 8.  | come Here                            | 2014年6月25日  |
| 9.  | KAT-TUN 10TH ANNIVERSARY BEST 10Ks   | 2016年3月22日  |
| 10. | CAST                                 | 2018年7月18日  |
| 11. | IGNITE                               | 2019年7月31日  |
| 12. | Honey                                | 2022年3月29日  |
| 13. | Fantasia                             | 2023年2月15日  |

### DVD
|     | 名稱                                                  | 日期           |
| --- | ----------------------------------------------------- | -------------- |
| 1.  | 歌迷至聖 夏 Concert～回應55萬人愛的支持！！           | 2003年2月26日  |
| 2.  | SUMMARY of Johnnys World                              | 2005年4月20日  |
| 3.  | KAT-TUN Live 海賊帆（かいぞくばん）                               | 2005年5月3日   |
| 4.  | Real Face Film                                        | 2006年3月22日  |
| 5.  | DREAM BOYS                                            | 2006年6月28日  |
| 6.  | Live of KAT-TUN "Real Face"                           | 2007年4月11日  |
| 7.  | TOUR 2007 cartoon KAT−TUN II You                      | 2007年11月21日 |
| 8.  | DREAM BOYS                                            | 2008年2月27日  |
| 9.  | KAT-TUN LIVE TOUR 2008 QUEEN OF PIRATES               | 2009年1月1日   |
| 10. | KAT-TUN LIVE Break the Records                        | 2009年12月16日 |
| 11. | KAT-TUN-NO MORE PAIИ-WORLD TOUR 2010                  | 2010年12月29日 |
| 12. | KAT-TUN LIVE TOUR 2012 CHAIN TOKYO DOME               | 2012年11月21日 |
| 13. | COUNTDOWN LIVE 2013 KAT-TUN                           | 2014年5月14日  |
| 14. | KAT-TUN LIVE TOUR 2014 come Here                      | 2015年4月22日  |
| 15. | KAT-TUN LIVE 2015 "quarter" in TOKYO DOME             | 2015年10月14日 |
| 16. | KAT-TUN 10TH ANNIVERSARY LIVE TOUR 10Ks IN TOKYO DOME | 2016年8月17日  |
| 17. | KAT-TUN LIVE TOUR 2018 CAST                           | 2019年4月17日  |
| 18. | KAT-TUN LIVE TOUR 2019 IGNITE                         | 2020年4月8日   |
| 19. | KAT-TUN / 15TH ANNIVERSARY LIVE KAT-TUN               | 2021年12月1日  |
| 20. | KAT-TUN LIVE TOUR 2022 Honey                          | 2022年11月2日  |
| 21. | KAT-TUN LIVE TOUR 2023 Fantasia                       | 2023年11月8日  |

### 寫真集
- 『KAT-TUN 1st in New York』（2003年）
- 『KAT-TUNライブ・ドキュメント・フォトブック“BREAK the RECORDS”』（2009年8月31日）

### 未收錄於單曲及專輯的原唱曲
- Six Groove
- Change
- DESTINY
- DRIVE ME DRIVE ON
- TEN-G
- FREAK OUT!!～TRT ME ONE TIME,TRY ME ONE KNIG～
- Messenger
- RED SUN
- Rockin'

## 演出情報

### 綜藝節目
固定班底或主持
| 名稱                                 | 電視台             | 日期                                                |
| ------------------------------------ | ------------------ | --------------------------------------------------- |
| 8時だJ                               | 朝日電視台         | 1998年4月15日 - 1999年9月22日                       |
| music-enta                           | 朝日電視台         | 2001年4月19日 - 2002年3月14日                       |
| Music Jump                           | NHK BS2（NHK BS2） |                                                     |
| Pop Jam                              | NHK                | 2001年4月1日－2002年3月9日                          |
| 裸の少年                             | 朝日電視台         | 2001年4月7日－2009年9月26日                         |
| 少年倶樂部                           | NHK BS2            |                                                     |
| 大家的電視                           | 日本電視台         | 2005年4月－2005年9月                                |
| KAT-TUN×3                            | 日本電視台         | 2005年7月30日・8月6日                               |
| 歌笑                                 | 日本電視台         | 2005年10月－2007年1月                               |
| 24小時電視 29                        | 日本電視台         | 2006年8月26-27日                                    |
| You們！                              | 日本電視台         | 2006年10月8日－2007年9月30日田中、中丸              |
| Dance甲子園特別節目                  | 日本電視台         | 2006年12月30日                                      |
| cartoon KAT-TUN                      | 日本電視台         | 2007年4月4日－2010年3月24日                         |
| KAT-TUN之前輩請教教我!大人的守則100! | 日本電視台         | 2008年1月12日、2009年4月5日、2010年1月6日           |
| 天才をつくる！ガリレオ脳研           | 朝日電視台         | 2009年11月14日－2011年8月13日中丸                   |
| 爆笑！大日本アカン警察               | 富士電視台         | 2011年4月24日－2013年9月8日田中                     |
| 教科書にのせたい!                    | TBS                | 2011年4月19日－2012年9月4日上田                     |
| KAT-TUNの絶対マネたくなるTV          | 日本電視台系       | 2011年10月18日－12月20日                            |
| KAT-TUNの世界一ダメな夜！            | TBS                | 2012年1月1日、2012年4月3日、2012年8月24日－12月18日 |
| 炎の体育会TV                         | TBS                | 2012年10月－上田                                    |
| KAT-TUNの世界一タメになる旅!         | TBS                | 2014年1月10日、2014年4月18日－2016年3月25日         |
| 少年俱樂部PREMIUM（ザ・少年倶楽部プレミアム）                | NHK BS Premium     | 2014年4月16日－2016年3月16日                        |
| KAT-TUNの世界一タメになる旅!+        | TBS                | 2019年4月17日－2021年3月26日                        |
| 何するカトゥーン?                    | 富士電視台         | 2021年4月19日－2025年3月21日                        |
| KAT-TUNの食宝ゲッットゥーン          | TBS                | 2021年4月22日－2024年3月29日                        |

### 新聞節目
- Going! Sports&News（日本電視台）

播放時間：每週六～日 23:55～24:55（龜梨於每週日出演、擔任棒球特殊支援採訪員）
- SUNDAY COWNTDOWN SHOW シューイチ(shu 1)（日本電視台）中丸

播放時段：每週日08:00～09:55（中丸擔任評論員）
2011年7月10日起，新增以中丸所主持的新單元：「KAT-TUN 中丸雄一のまじっすか!?」（簡稱「まじっすか(真的嗎)」）

### 戲劇類

#### 連續劇
| 放映日                        | 名稱                        | 頻道        | 出演成員                       | 性質         | 同事務所共演者                     |
| ----------------------------- | --------------------------- | ----------- | ------------------------------ | ------------ | ---------------------------------- |
| 1999年5月9日~1999年6月27日    | 青春男孩                    | 日本電視台  | 中丸、赤西                     | 客串         | 山下智久、相葉雅紀                 |
| 1999年10月~2000年3月          | 3年B班金八老師 第5季        | TBS         | 龜梨                           | 配角         | 風間俊介                           |
| 1999年10月~12月               | 真情姊妹花                  | 朝日電視台  | 赤西                           | 配角         |                                    |
| 2000年3月~6月                 | 霓裳夢想家                  | NHK         | 赤西                           | 配角         |                                    |
| 2000年4月~6月                 | 天使絕跡的城市              | 日本電視台  | 田中                           | 客串         | 堂本光一                           |
| 2001年1月~3月                 | 搶錢大作戰                  | 朝日電視台  | 田口、赤西                     | 配角         | 東山紀之、國分太一                 |
| 2001年7月~9月                 | Never Land                  | TBS         | 田中                           | 配角         | 今井翼、三宅健、村上信五、生田斗真 |
| 2005年1月~3月                 | 極道鮮師2                   | 日本電視台  | 龜梨、赤西                     | 男配         |                                    |
| 2005年4月~6月                 | 熟女真命苦(anego)           | 日本電視台  | 赤西                           | 男配         |                                    |
| 2005年7月~9月                 | 一起加油吧                  | 富士電視台  | 田口 （第4話起代替內博貴演出） | 男配         | 錦戶亮                             |
| 2005年10月~12月               | 改造野豬妹                  | 日本電視台  | 龜梨                           | 男主角       | 山下智久                           |
| 2006年7月~9月                 | My Boss My Hero             | 日本電視台  | 田中                           | 配角         | 長瀨智也、手越祐也                 |
| 2006年7月~9月                 | 戀愛維他命                  | 富士電視台  | 龜梨                           | 男主角       |                                    |
| 2006年10月~12月               | 唯一的愛                    | 日本電視台  | 龜梨、田中                     | 男主角、男配 |                                    |
| 2007年4月~6月                 | 新娘與爸爸                  | 富士電視台  | 田口                           | 男配         |                                    |
| 2007年4月~6月                 | 特急田中3號                 | TBS         | 田中 (龜梨特別客串一集)        | 男主角       |                                    |
| 2007年7月~9月                 | 壽司王子！                  | 朝日電視台  | 中丸                           | 配角         | 堂本光一                           |
| 2007年10月16日~12月18日       | 有閑俱樂部                  | 日本電視台  | 赤西、田口                     | 男主角、男配 | 橫山裕                             |
| 2008年1月12日~3月8日          | 一磅的福音                  | 日本電視台  | 龜梨                           | 男主角       | 山田涼介、知念侑李                 |
| 2009年1月9日~6月26日          | 必殺仕事人2009              | 朝日        | 田中                           | 男配         | 東山紀之、松岡昌宏                 |
| 2009年1月13日~3月10日         | 神之雫                      | 日本電視台  | 龜梨                           | 男主角       |                                    |
| 2009年1月24日~3月21日         | RESCUE〜特別高度救助隊      | TBS         | 中丸                           | 男主角       | 增田貴久                           |
| 2009年4月20日~6月29日         | 結婚萬歲                    | 富士        | 上田                           | 配角         | 中居正廣                           |
| 2010年1月15日~3月19日         | 完美小姐進化論              | TBS         | 龜梨                           | 男主角       | 手越祐也、內博貴                   |
| 2011年4月15日~2011年6月       | 養狗這件事~Sky與我家的180天 | 朝日電視台  | 田口                           | 配角         | 錦戶亮                             |
| 2011年10月5日~10月25日        | 愛的售價                    | NHK         | 中丸                           | 配角         |                                    |
| 2011年10月22日~12月24日       | 妖怪人間貝姆                | 日本電視台  | 龜梨                           | 男主角       |                                    |
| 2011年10月27日~12月22日       | RUNAWAY~為了所愛的你        | TBS         | 上田                           | 男配         |                                    |
| 2012年1月15日~3月18日         | 被稱作早海的日子            | 富士電視台  | 中丸                           | 男配         | 井之原快彥                         |
| 2012年4月17日~6月26日         | Legal High(王牌大律師)      | 富士電視台  | 田口                           | 配角         |                                    |
| 2012年7月6日~9月7日           | 敏行快跑                    | 朝日電視台  | 上田                           | 配角         | 丸山隆平                           |
| 2012年7月7日~9月8日           | 總在哭泣                    | 富士電視台  | 中丸                           | 男配         |                                    |
| 2012年10月12日~2012年12月14日 | 大奧～誕生【有功·家光篇】   | 富士電視台  | 田中                           | 配角         |                                    |
| 2012年10月23日~2012年12月25日 | 遲開的向日葵                | 富士電視台  | 田口                           | 配角         | 生田斗真                           |
| 2013su064月13日~6月22日       | 被搞錯的男人                | 富士電視台  | 中丸                           | 男配         |                                    |
| 2013年7月13~8月3日            | 七場會議                    | NHK         | 田口                           | 配角         | 東山紀之                           |
| 2013年10月9日~2013年12月18    | Legal High第二季            | 富士電視台  | 田口                           | 配角         |                                    |
| 2013年10月12日~12月14日       | 東京下町古書店              | 日本電視台  | 龜梨                           | 男主角       | 井之原快彥、中島裕翔               |
| 2013年10月21日~12月23日       | 變身訪問者的憂鬱            | TBS         | 中丸                           | 男主角       |                                    |
| 2014年4月19日~2014年6月21日   | FIRST CLASS                 | 富士電視台  | 中丸                           | 男主角       |                                    |
| 2014年10月15日~2014年12月17日 | 今天不上班                  | 日本電視台  | 田口                           | 配角         |                                    |
| 2015年2月6日~2015年3月20日    | Second Love                 | 朝日電視台  | 龜梨                           | 男主角       |                                    |
| 2016年1月16日~2016年3月19日   | 怪盜山貓                    | 日本電視台  | 龜梨                           | 男主角       |                                    |
| 2017年1月22日~2017年3月19日   | 偵探·日暮旅人               | 日本電視台  | 上田                           | 配角         |                                    |
| 2017年4月9日~2017年7月2日     | 按摩偵探喬                  | 東京電視台  | 中丸                           | 男主角       |                                    |
| 2017年4月15日~2017年6月17日   | 真命天菜                    | 日本電視台  | 龜梨                           | 男主角       | 山下智久                           |
| 2017年10月13日~2017年12月22日 | 新宿セブン                  | 東京電視台  | 上田                           | 男主角       |                                    |
| 2018年1月9日~2018年3月13日    | FINAL CUT                   | 富士電視台  | 龜梨                           | 男主角       |                                    |
| 2019年4月11日~2019年6月20日   | 殺人草莓夜SAGA              | 富士電視台  | 龜梨                           | 男主角       |                                    |
| 2021年1月23日~2021年3月27日   | RED EYES監視搜查班          | 日本電視台  | 龜梨                           | 男主角       | 松村北斗                           |
| 2021年4月11日~2021年6月13日   | 涅墨西斯                    | 日本電視台  | 上田                           | 配角         | 櫻井翔                             |
| 2021年9月25日~2021年10月23日  | 正義的天秤                  | NHK電視台   | 龜梨                           | 男主角       | 北山宏光                           |
| 2022年3月12日~2022年4月2日    | 正体: 真面目                | WOWOW電視台 | 龜梨                           | 男主角       | 濱田崇裕                           |

#### 單元劇、客串
| 放映日                      | 名稱                                       | 頻道            | 出演成員                     | 性質           | 同事務所共演者     |
| --------------------------- | ------------------------------------------ | --------------- | ---------------------------- | -------------- | ------------------ |
| 1999年1月-5月               | 熱血戀愛道                                 | 日本電視台      | 赤西、田中、中丸             | 主演           |                    |
| 1999年7月-9月               | 恐怖星期天                                 | 日本電視台      | 龜梨、赤西、田中             | 主演           |                    |
| 1999年10月-12月             | 恐怖星期天~新章~                           | 日本電視台      | 赤西、田中、中丸             | 主演           |                    |
| 1999年7月-9月               | 恐怖星期天~2000~                           | 日本電視台      | 赤西、田口、田中、上田、中丸 | 主演           |                    |
| 2000年4月-6月               | 太陽不西沉                                 | 富士電視台      | 赤西                         | 客串第6集      | 瀧澤秀明           |
| 2000年7月8日                | 父さん                                     | 富士電視台      | 中丸                         | 客串           | 櫻井翔             |
| 2000年7月8日                | Age                                        | NHK             | 田中                         |                |                    |
| 2000年7月26日               | 超速V6 big大作戰                           | 富士電視台      | 田中                         | 客串           | V6                 |
| 2000年12月3日-2001年4月29日 | 史上最惡的約會                             | 日本電視台      | 龜梨、赤西、田中、上田       | 主演           |                    |
| 2001年4月1日                | 變成鳥的少年                               | TBS             | 田口                         |                | 山下智久           |
| 2001年10月-2002年3月        | 三年B組金八先生第六季                      | TBS             | 龜梨                         | 客串第11、12集 |                    |
| 2004年12月13日-12月16日     | Xmas最討厭了！                             | 日本電視台      | 赤西                         |                |                    |
| 2005年9月24日               | 金田一少年之事件簿「吸血鬼傳說殺人事件」   | 日本電視台      | 龜梨（田中、中丸客串）       | 男主角         |                    |
| 2005年12月28日              | 熟女真命苦～特別篇～                       | 日本電視台      | 赤西                         | 男主角         |                    |
| 2006年4月4日                | 很多愛謝謝你                               | 日本電視台      | 田中                         |                |                    |
| 2006年4月7日                | Happy!                                     | TBS             | 田口                         | 男主角         |                    |
| 2006年8月26日               | 勇氣                                       | 日本電視台      | 龜梨                         | 男主角         |                    |
| 2006年9月30日               | 美食偵探王特別篇 吃遍香港                  | 日本電視台      | 龜梨                         |                | 東山紀之、森田剛   |
| 2006年12月26日              | Happy!2                                    | TBS             | 田口                         | 男主角         |                    |
| 2007年1月6、7日             | 少年白虎隊                                 | 朝日電視台      | 田中                         |                | 山下智久、藤谷太輔 |
| 2009年6月6日                | MR.BRAIN                                   | TBS             | 龜梨                         | 主演第3集      | 木村拓哉           |
| 2009年8月15日               | 烏龍派出所                                 | TBS             | 田口                         | 主演第3集      | 香取慎吾           |
| 2009年9月14日               | 向田邦子誕生八十年記念公演特別篇母親的贈禮 | TBS             | 中丸                         |                |                    |
| 2010年6月30日               | 離婚症候群                                 | 日本電視台      | 田中                         | 主演           |                    |
| 2010年7月10日               | 必殺仕事人2010                             | 朝日電視台      | 田中                         | 主演           | 東山紀之、松岡昌宏 |
| 2010年9月6日                | 神南署安積班－第三季                       | TBS             | 中丸                         | 客串第10集     |                    |
| 2011年3月27日               | 三年B組金八先生最終章～「最後的贈言」      | TBS             | 龜梨                         | 客串           |                    |
| 2011年10月5日               | ダチタビ第一章ダルセーニョなキャンプ       | 日本電視台      | 中丸                         | 主演           | 增田貴久           |
| 2012年2月19日               | 必殺仕事人2012                             | 朝日電視台      | 田中                         | 主演           | 東山紀之、松岡昌宏 |
| 2012年6月10日、17日         | 被稱作早海的日子特別篇前篇、後篇           | 富士電視台      | 中丸                         |                |                    |
| 2012年9月25日、27日         | dragon青年團                               | TBS             | 龜梨                         | 出演最終回     | 安田章大           |
| 2013年1月3日                | 幸運7人組特別篇                            | 富士電視台      | 中丸                         | 客串           | 松本潤             |
| 2013年4月13日               | Legal high特別篇                           | 富士電視台      | 田口                         | 配角           |                    |
| 2013年9月29日               | The Partner ～給摯愛的百年朋友～           | TBS、越南電視台 | 中丸                         | 配角           | 東山紀之           |
| 2014年12月24日              | FIRST_CLASS2                               | 富士電視台      | 中丸                         | 客串           | 岡本圭人           |
| 2015年8月12日               | 刑警七人                                   | 朝日電視台      | 中丸                         | 客串           | 東山紀之           |
| 2016年6月19日               | 99.9_-刑事專門律師-                        | TBS             | 中丸                         | 客串           | 松本潤             |
| 2017年8月26日               | 時代を作った男 阿久悠物語                  | 日本電視台      | 龜梨                         | 主演           | 加藤成亮           |

#### 舞台劇
- SHOCK系列，帝國劇場
  - MILLENNIUM SHOCK（2000年11月2日－11月26日）中丸、赤西
  - SHOW劇・SHOCK(2001年12月1日－2002年1月27日，2002年6月4日－6月28日)KAT-TUN全員
  - SHOCK is Real Shock(2003年1月8日－2月25日)KAT-TUN全員
- DREAM BOY(DREAM BOYS)系列
  - DREAM BOY(2004年1月8日－1月31，帝國劇場)KAT-TUN全員
  - 「KAT-TUN&関ジャニ∞編」(2004年4月30日-5月7日，梅田藝術劇場)KAT-TUN出演
  - 「瀧澤秀明編」(2004年5月8日-5月23日，梅田藝術劇場)KAT-TUN除田口(膝傷)以外全員出演
  - Hey! Say! Dream Boy（2005年4月27日-5月15日，梅田芸術劇場）
  - KAT-TUN vs 関ジャニ∞ Musical Dream Boys（2006年1月3日-1月29日，帝国劇場）
  - DREAM BOYS（2007年9月5日-9月30日，帝国劇場、38公演）龜梨、田中
  - DREAM BOYS（2008年3月4日-3月30日，帝国劇場、2008年4月4日-4月16日、梅田芸術劇場）龜梨、田中
  - DREAM BOYS（2009年9月4日-9月29日，帝国劇場、2009年10月13日-10月25，梅田芸術劇場）龜梨和也
  - DREAM BOYS（2011年9月3日-9月25日，帝国劇場、38公演）龜梨、田中、中丸
  - DREAM BOYS（2012年9月3日-9月29日，帝国劇場）龜梨

### 廣播
- KAT-TUN STYLE（ニッポン放送，田口・田中・龜梨 主持）

播放時間：每週一至週四 23:50～24:00 每週五 23:40～24：00。
2007年10月1日－2008年3月28日期間，主持人為田口・赤西。
2008年4月開始，每週一至週四，主持人為田口・田中。
2011年10月7日改至每週五23:40～24:00。
2012年3月30日播出最後一集。
- 龜梨和也的 KS by KS（ニッポン放送，龜梨 主持）

2008年4月4日起，每週五 22:40～22:50 23:30～23:40 。
2009年12月開始，每週五時間更改為23:40～24：00。
2011年9月30日，播出最後一集。
- R-One KAT-TUN（文化放送，上田・中丸 主持）

播放時間：每週二 24:00～24:30
註：2006年三月至2007年三月，廣播時間為每週三。
2007年四月開始，為了不與2007年四月四日（星期三）起播放的綜藝節目cartoon KAT-TUN（23：55～24：26）衝突，調整廣播時間至週二。
2011年10月起，撥放時間改至每週一。
2012年3月26日，播出最後一集。
- KAT-TUN 亀梨和也のHANG OUT （NACK 5，龜梨 主持）

播放時間：2011年10月1日起，每週六10:20～10:50
- KAT-TUNのがつーん （文化放送，田口・田中・中丸 主持；田中退團後由田口、中丸繼續主持）

播放時間：2012年4月2日起至2016年3月21日，每週一24:00～24:30。

### 演唱會
- 歌迷至聖 夏 Concert～回應55萬人愛的支持!!（2002年8月10日 - 8月28日、2都市26公演）
- Ko年モ Ah Taiヘン Thank U Natsu（2003年8月8日 - 8月28日、3都市10公演）
- KAT-TUNの大冒険 de SHOW（2003年8月12日 - 8月20日、ホテル・グランパシフィック・メリディアン、20公演）
- KAT-TUN Live海賊帆（2004年12月28日 - 2005年1月10日、3都市14公演）
- Spring 05 Looking KAT-TUN（2005年3月25日 - 3月27日、横濱ARENA、4公演）
- Looking 05 KAT-TUN（2005年5月29日 - 6月26日、5都市14公演）
- Looking KAT-TUN 2005ing（2005年8月26日 - 8月28日、横濱ARENA、6公演）
- KAT-TUN Special TOKYODOME CONCERT Debut "Real Face"（2006年3月17日、東京巨蛋、1公演）
- Spring Tour '06 Live of KAT-TUN "Real Face"（2006年3月28日 - 5月7日、8都市40公演）
- Spring Tour '06 in TOKYO DOME Live of KAT-TUN "Real Face"（2006年5月13日-14日、東京巨蛋、2公演）
- TOUR 2007 cartoon KAT-TUN II You（2007年4月3日 - 6月17日、7都市28公演）
- KAT-TUN LIVE TOUR 2008 QUEEN OF PIRATES（2008年6月21日 - 8月5日、8都市31公演）
- KAT-TUN Break the Records 東京巨蛋10days・大阪巨蛋3days（2009年5月15-22日、6月14-15日、東京巨蛋、10公演；5月29-31日、京瓷巨蛋、3公演）
- KAT-TUN SUMMER '09 Break the Records Tour（2009年7月22日 - 8月23日、6都市28公演）
- KAT-TUN LIVE TOUR 2010 PART1:ARENA TOUR（2010年5月2日 - 6月27日、10都市26公演）
- KAT-TUN LIVE TOUR 2010 PART2:WORLD BIG TOUR（2010年7月16-17日及8月24-25日、東京巨蛋；8月6-7日、韓國首爾；8月21-22日、大阪巨蛋；8月27-28日、台灣台北，共計10公演）
- KAT-TUN LIVE TOUR 2012 CHAIN （2012年2月11日 - 2012年4月28日、12都市23公演）
- KAT-TUN LIVE 2013 COUNTDOWN  （2013年12月30日 - 2013年12月31日、大阪巨蛋第一次單獨跨年）
- KAT-TUN FAN MEETING 2014 新春勝詣（2014年1月2日 - 2014年1月4日、橫濱ARENA、5公演）
- KAT-TUN LIVE TOUR 2014 come Here （2014年7月7日 - 2014年12月31日、10都市21公演）
- KAT-TUN LIVE 2015 9uarter （2015年5月9日 - 2015年5月10日、東京巨蛋2公演）
- KAT-TUN LIVE 2016 10ks （2016年4月3日名古屋巨蛋、2016年4月20日大阪京瓷巨蛋、2016年4月29日 - 2016年5月1日東京巨蛋，共計5公演）
- KAT-TUN LIVE 2018 UNION （2018年4月20日 - 2018年4月22日、東京巨蛋3公演）
- KAT-TUN LIVE TOUR 2018 CAST （2018年8月4日 - 2018年10月21日、8都市23公演）
- KAT-TUN LIVE TOUR 2019 IGNITE （2019年8月9日 - 9月29日、7都市19公演）
- 15TH ANNIVERSARY LIVE KAT-TUN （2021年3月20日 - 6月9日、7都市22公演）
- KAT-TUN LIVE TOUR 2022 Honey（2021年4月1日 - 6月4日、8都市26公演）

### NHK紅白歌合戰
| 年份   | 回數   | 登場次數 | 曲目        | 備註 |
| ------ | ------ | -------- | ----------- | ---- |
| 2021年 | 第72回 | 初       | Real Face#2 |      |

### CM 廣告
- NTT DOCOMO
  - FOMA new9（902iS）（2006年6月）
  - NTT DoCoMo 903i（2006年11月26日 - 12月30日、JR西日本・大阪環状線的車身廣告）
  - 企業廣告「我們的自由篇」（2007年8月）
- Sky PerfecTV!
  - 「新魔球篇」（2006年3月）
  - 「Free Kick篇」（2006年5月）
  - 「MUSIC LIFE! 篇」（2006年8月）
  - 「スカパー! よくばりパックキャンペーン トナカイチャンネル? 篇」（2006年12月）
- 樂敦製藥
  - もぎたて果実 護脣膏（2005年7月-）
  - Ｃキューブシリーズ」隱形眼鏡藥水（2005年10月）
- LOTTE
  - Crunky
    - 「CMが地味? 篇」（2002年9月）
    - 「クセなんだ♪篇」
    - 「クセなんだ♪篇II」
    - 「おいしい食べ方篇」
    - 「ウォーキングバー篇」

  - PLUSX
    - 「グリーンアップル&レッドベリー篇」（2003年11月）
    - 「ブルーシトラス篇」（2004年）
    - 「ピンクベリー篇」（2005年）
    - 「チームプラスエックス篇」（2005年11月22日 - 27日、全5話）
    - 「ゴールドパイン衣装篇」（2006年2月）
    - 「ゴールドパインガム3箱篇」（2006年2月）
    - 「レインボーフルーティア篇」（2006年7月）
    - 「オリジナルボトルキャンペーン篇」（2007年1月）
    - 「マジックキウイ篇」（2007年7月）
    - 「パワーオブフルーツ篇」（2007年11月）
- music.jp
  - 「デコとも★DX」（2009年12月25日 - 2010年）
  - 「ログとも」 → 「entag!」（2011年 - ）
  - 「弾丸パイレーツ!約束の地」（2013年4月 - ）
  - 「ListenRadio」（2014年4月25日 - ）
  - 「CARADA」（2015年11月 - ）
- 鈴木株式會社
  - 「鈴木Solio」（2010年12月 - 2015年）
  - 「鈴木Solio Bandit」（2012年 - 2015年）
- Gungho線上娛樂
  - 「龍族拼圖Z」（2013年12月20日 - ） - 龜梨、田口
- JR博多城市
  - 「8th Anniversary Welcome to AMUSEUM!」（2019年2月 - ）
- FPパートナー
  - 「MONEY DOCTOR」（2020年5月 - ）

## 脚注
1. ↑  . 蘋果日報. 2006-03-29  [2017-04-05]. （原始内容存档于2017-04-06）.
2. ↑  . TVBS. 2006-04-26  [2014-06-03]. （原始内容存档于2019-02-16）.
3. ↑  .   [2014-06-03]. （原始内容存档于2016-03-05）.
4. ↑  . msn娛樂新聞. 2010-01-14  [2014-06-03]. （原始内容存档于2019-10-17）.
5. ↑  . msn娛樂新聞. 2010-03-26  [2014-06-03]. （原始内容存档于2019-10-17）.
6. ↑  . Musicjapanplus. 2010-03-29  [2010-05-04].[]
7. ↑  . 蘋果日報. 2010-06-13  [2014-06-03]. （原始内容存档于2016-03-04）.
8. ↑  . 奇摩音樂. 2010-10-21  [2014-06-03]. （原始内容存档于2014-04-02）.
9. ↑  . 搜狐娛樂. 2011-01-20  [2014-06-03]. （原始内容存档于2017-04-18）.
10. ↑  . 大紀元. 2011-06-15  [2014-06-03]. （原始内容存档于2019-12-22）.
11. ↑  . Yahoo!奇摩名人娛樂. 2013-05-30  [2014-06-03]. （原始内容存档于2019-02-16）.
12. ↑  . 蘋果日報. 2016-11-24  [2017-01-07]. （原始内容存档于2016-06-09）.
13. ↑  . avex taiwan. 2016-03-18  [2017-01-07]. （原始内容存档于2020-12-18）.
14. ↑  . NOWnews今日新聞. 2025-02-12  [2025-02-12] （中文（臺灣））.

## 外部連結
- KAT-TUN｜Johnny's net （页面存档备份，存于） 官方網站
- KAT-TUN｜J Storm OFFICIAL SITE （页面存档备份，存于）
- カートゥンKAT-TUN - 節目官網
- KAT-TUN 15TH ANNIVERSARY的X（前Twitter）
- KAT-TUN - Apple Music （页面存档备份，存于）
- KAT-TUN - Spotify （页面存档备份，存于）
- KAT-TUN - LINE MUSIC （页面存档备份，存于）
- KAT-TUN - Amzon Music （页面存档备份，存于）
- KAT-TUN 台灣愛貝克思官方網站 （页面存档备份，存于） （繁體中文）